# Gohlis (Leipzig)
Gohlis är en stadsdel i norra Leipzig i Tyskland. Stadsdelen domineras av bostadshus från sent 1800-tal samt första halvan av 1900-talet. Gohlis har 45 000 invånare . 
Ursprungligen var Gohlis en by som låg utanför staden. Under Gründerzeit urbaniserades byn och inkorporerades i Leipzig 1890. När byn inkorporerades i Leipzig hade Gohlis 19 000  invånare, tio år senare vid sekelskiftet bodde det 30 000 i stadsdelen. Efter 1898 års stadsbyggnadsplan expanderade stadsdelen norrut, förbi järnvägen Leipzig-Wahren–Leipzig Hbf vilket hade varit byns norra gräns tidigare. Bostadskvarter byggdes de följande åren, mestadels slutna kvarter med fyravåningshus, men även en del fristående jugendhus. 

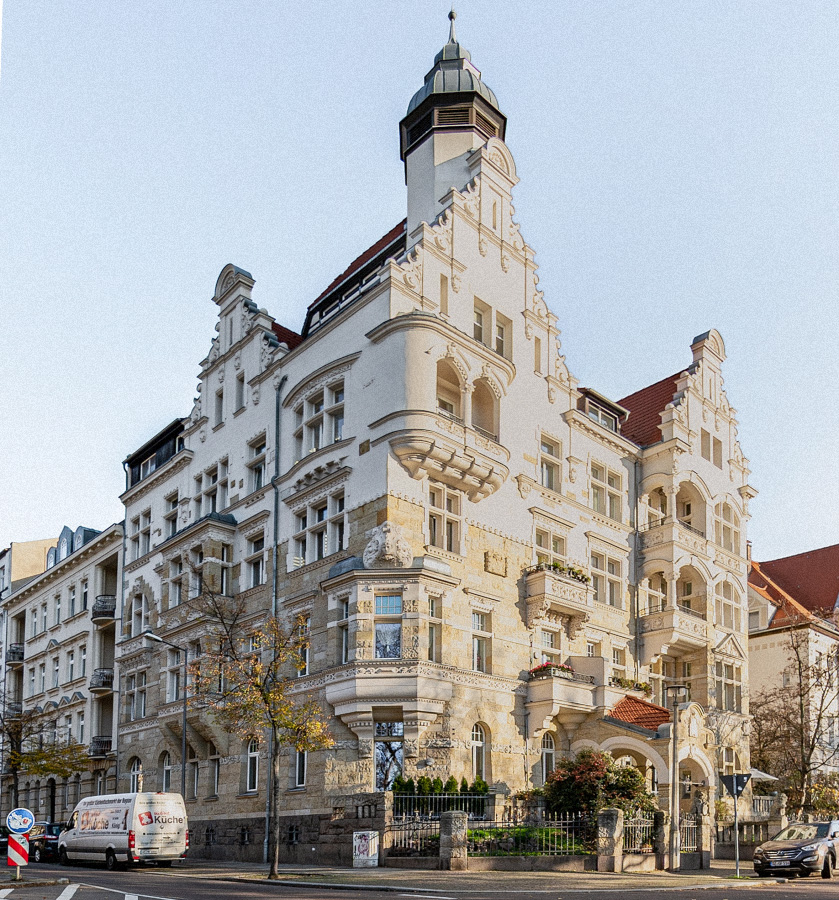
Ett bostadshus i stadsdelen byggt tidigt 1900-tal.

Genom stadsdelen går järnvägarna Leipzig-Wahren–Leipzig Hbf och Leipzig–Großkorbetha. Både linjerna passerar stationen Leipzig-Gohlis. Även stationen Leipzig-Möckern ligger i stadsdelen. Båda stationerna trafikeras av S-tåg på S-Bahn Mitteldeutschland.